# Nagroda Sacharowa
Nagroda Sacharowa, pełna nazwa: Nagroda im. Sacharowa za wolność myśli – wyróżnienie przyznawane dla jednej lub kilku osobistości, lub też grupy osób szczególnie zasłużonych w walce na rzecz praw człowieka i wolności. Nagroda ustanowiona w grudniu 1988 przez Parlament Europejski i nazwana na cześć radzieckiego naukowca oraz działacza politycznego Andrieja Sacharowa. 
Nagroda Sacharowa przyznawana jest zwykle w październiku. Nominacji może udzielić grupa polityczna lub przynajmniej 40 posłów Parlamentu Europejskiego. Komisja do Spraw Zagranicznych i Komisja Rozwoju poprzez głosowanie wybierają trzech finalistów z listy nominowanych, następnie Konferencja Przewodniczących PE wybiera laureata.  
Podczas pierwszej edycji nagroda została przyznana Nelsonowi Mandeli i Anatolijowi Marczenko ex aequo. W 1990 nagrodę przyznano Aung San Suu Kyi, która nie mogła jej odebrać aż do 2013 roku, ponieważ przebywała w więzieniu w Birmie. W 2020 postanowiono odebrać jej to wyróżnienie m.in. „za wspieranie masakry ludności muzułmańskiej Rohindżów w Mijanmie”. Nagrodę przyznaje się również organizacjom. Pierwszą z nich, która została uhonorowana była argentyńska Matki z Plaza de Mayo w 1992. Pięciu laureatów otrzymało później Pokojową Nagrodę Nobla – kolejno: Nelson Mandela, Aung San Suu Kyi, Malala Yousafzai, Denis Mukwege i Nadia Murad.

## Laureaci
| Rok  | Wyróżniony            | Wyróżniony                                        | Kraj                          | Uwagi                                                                                        |
| ---- | --------------------- | ------------------------------------------------- | ----------------------------- | -------------------------------------------------------------------------------------------- |
| 1988 |                       | Nelson Mandela                                    | Południowa Afryka             |                                                                                              |
| 1988 |                       | Anatolij Marczenko                                | ZSRR                          | nagroda przyznana pośmiertnie                                                                |
| 1989 |                       | Alexander Dubček                                  | Słowacja                      |                                                                                              |
| 1990 |                       | Aung San Suu Kyi                                  | Mjanma                        | wykluczona z grona laureatów we wrześniu 2020 r.                                             |
| 1991 |                       | Adem Demaçi                                       | Kosowo                        |                                                                                              |
| 1992 |                       | Matki z Plaza de Mayo                             | Argentyna                     |                                                                                              |
| 1993 |                       | dziennik Oslobođenje                              | Bośnia i Hercegowina          |                                                                                              |
| 1994 |                       | Taslima Nasrin                                    | Bangladesz                    |                                                                                              |
| 1995 |                       | Leyla Zana                                        | Turcja                        |                                                                                              |
| 1996 |                       | Wei Jingsheng                                     | Chińska Republika Ludowa      |                                                                                              |
| 1997 |                       | Salima Ghezali                                    | Algieria                      |                                                                                              |
| 1998 |                       | Ibrahim Rugova                                    | Kosowo                        |                                                                                              |
| 1999 |                       | Xanana Gusmão                                     | Timor Wschodni                |                                                                                              |
| 2000 |                       | ¡Basta Ya!                                        | Hiszpania                     |                                                                                              |
| 2001 |                       | Nurit Peled                                       | Izrael                        |                                                                                              |
| 2001 |                       | Izzat Ghazzawi                                    | Palestyna                     |                                                                                              |
| 2001 |                       | Zacarias Kamwenho                                 | Angola                        |                                                                                              |
| 2002 |                       | Oswaldo Payá                                      | Kuba                          |                                                                                              |
| 2003 |                       | Organizacja Narodów Zjednoczonych                 |                               |                                                                                              |
| 2003 |                       | Kofi Annan                                        | Ghana                         |                                                                                              |
| 2004 |                       | Białoruskie Stowarzyszenie Dziennikarzy           | Białoruś                      |                                                                                              |
| 2005 |                       | Kobiety w Bieli                                   | Kuba                          |                                                                                              |
| 2005 | Reporterzy bez Granic |                                                   |                               |                                                                                              |
| 2005 |                       | Hauwa Ibrahim                                     | Nigeria                       |                                                                                              |
| 2006 |                       | Alaksandr Milinkiewicz                            | Białoruś                      |                                                                                              |
| 2007 |                       | Salih Mahmoud Osman                               | Sudan                         |                                                                                              |
| 2008 |                       | Hu Jia                                            | Chińska Republika Ludowa      |                                                                                              |
| 2009 |                       | Stowarzyszenie Memoriał                           | Rosja                         |                                                                                              |
| 2010 |                       | Guillermo Fariñas                                 | Kuba                          |                                                                                              |
| 2011 |                       | Mohamed Bouazizi                                  | Tunezja                       | nagroda przyznana pośmiertnie                                                                |
| 2011 |                       | Asma Mahfuz                                       | Egipt                         |                                                                                              |
| 2011 |                       | Ahmad as-Sanusi                                   | Libia                         |                                                                                              |
| 2011 |                       | Razan Zajtuna                                     | Syria                         |                                                                                              |
| 2011 |                       | Ali Farzat                                        | Syria                         |                                                                                              |
| 2012 |                       | Dżafar Panahi                                     | Iran                          |                                                                                              |
| 2012 |                       | Nasrin Sotude                                     | Iran                          |                                                                                              |
| 2013 |                       | Malala Yousafzai                                  | Pakistan                      |                                                                                              |
| 2014 |                       | Denis Mukwege                                     | Demokratyczna Republika Konga |                                                                                              |
| 2015 |                       | Raif Badawi                                       | Arabia Saudyjska              |                                                                                              |
| 2016 |                       | Nadia Murad                                       | Irak                          |                                                                                              |
| 2016 |                       | Lamiya Aji Bashar                                 | Irak                          |                                                                                              |
| 2017 |                       | opozycja demokratyczna w Wenezueli                | Wenezuela                     |                                                                                              |
| 2018 |                       | Ołeh Sencow                                       | Ukraina                       |                                                                                              |
| 2019 |                       | Ilham Tohti                                       | Chińska Republika Ludowa      |                                                                                              |
| 2020 |                       | Demokratyczna opozycja na Białorusi               | Białoruś                      | Jako reprezentanta opozycji wskazano Radę Koordynacyjną ds. Przekazania Władzy na Białorusi. |
| 2021 |                       | Aleksiej Nawalny                                  | Rosja                         |                                                                                              |
| 2022 |                       | Naród ukraiński                                   | Ukraina                       |                                                                                              |
| 2023 |                       | Mahsa Żina Amini i ruch „Kobieta, Życie, Wolność” | Iran                          | nagroda przyznana pośmiertnie                                                                |
| 2024 |                       | María Corina Machado                              | Wenezuela                     |                                                                                              |
| 2024 |                       | Edmundo González Urrutia                          | Wenezuela                     |                                                                                              |